# Smilax magnifolia
Smilax magnifolia là một loài thực vật có hoa trong họ Smilacaceae. Loài này được J.F.Macbr. miêu tả khoa học đầu tiên năm 1931.